# Christophe Charle
Pour les articles homonymes, voir Charle.
Christophe Charle, né le 28 juillet 1951 à Paris, est un historien français, professeur émérite d'histoire contemporaine à l'université Panthéon-Sorbonne.

## Biographie
Après des études au lycée Henri-IV, il est élève à l'École normale supérieure rue d'Ulm (L 1970) et étudiant à l'université Paris I Panthéon-Sorbonne jusqu'à l'agrégation d'histoire et au doctorat. Agrégé d'histoire en 1973, il réalise une thèse de 3e cycle d'histoire contemporaine sous la direction Pierre Vilar (soutenue en juin 1975) et un doctorat d'État sous la direction de Maurice Agulhon (soutenu en janvier 1986). Après deux années dans l'enseignement secondaire, Il a été chercheur au CNRS de 1978 à 1991 (directeur de recherche en 1986), puis professeur à l'université Lyon III de 1991 à 1993. Il a été professeur d'histoire contemporaine à l'université Paris 1 Panthéon-Sorbonne depuis 1993 jusqu'en 2019 et a été professeur associé à l'Institut d'études politiques de Paris de 1992 à 2001. Il est spécialiste d'histoire sociale, d'histoire culturelle et d'histoire comparée européenne et a eu pour maîtres principaux Pierre Bourdieu et Maurice Agulhon.
De 2003 à 2013, il est membre senior de l'Institut universitaire de France (chaire d'histoire comparée des sociétés d'Europe occidentale) et, de 2000 à 2013, directeur de l'Institut d'histoire moderne et contemporaine. Il a reçu la médaille d'argent du CNRS en 2001, et a été décoré de l'ordre national du Mérite en 2013.
Il est membre du comité de parrainage de la Coordination française pour la Décennie de la culture de paix et de non-violence et président de l'Association de réflexion sur les enseignements supérieurs et la recherche (ARESER) depuis 2005, qu'il a fondée avec Pierre Bourdieu en 1992. Il a été membre du Parti socialiste entre 1971 et 1975. En 2008, il dénonce l'orientation « patriotique et centralisatrice » du projet de musée de l'histoire de France.
Il est également membre du comité de rédaction d'Actes de la recherche en sciences sociales et a été membre du comité de la Revue d'histoire moderne et contemporaine et d'Histoire de l'éducation. Il appartient au Comité d'histoire de la ville de Paris.

## Recherches
Ses travaux portent essentiellement sur les intellectuels, les universitaires, les écrivains, le théâtre, la presse et l'histoire comparée des sociétés européennes. Il s'est dernièrement intéressé à une histoire de la modernité et à une histoire des cultures en Europe au XIXe siècle. En 2025 son livre Racines, rameaux, feuilles, essai de généalogie sociale et intellectuelle(éditions de La Sorbonne) retrace l'histoire de sa famille d'origine et dresse un tableau à travers elle des transformations de la société française. Il la complète en expliquant ses choix intellectuels et historiographiques d'une recherche tournée vers les sciences sociales et ouverte sur d'autres disciplines humanistes (littérature, histoire de l'art) dans une perspective européenne. Plusieurs de ses anciens élèves poursuivent dans la même voie.

## Publications
- La crise littéraire à l'époque du naturalisme, Presses de l'École normale supérieure, 1979 (ouvrage tiré de sa thèse de 3è cycle).
- Les hauts fonctionnaires en France au XIXe siècle, Gallimard, collection Archives, 1980.
- Les Professeurs de la faculté des lettres de Paris, dictionnaire biographique, Paris CNRS-INRP (préf. Maurice Agulhon) :
  - vol. 1 (1809-1908), 1985, 182 p. (lire en ligne)
  - vol. 2 (1909-1939), 1986, 218 p. (lire en ligne)
- Les Élites de la République (1880-1900), 1987, 2e éd. augmentée, 2006.
- Les Professeurs du Collège de France, dictionnaire biographique (1901-1939), Paris, CNRS-INRP, 1988 (en collaboration avec Eva Telkes), 248 p. (lire en ligne)
- Naissance des « intellectuels » (1880-1900), Minuit, collection le Sens commun, 1990, traduit en japonais, en espagnol et en anglais.
- Histoire sociale de la France au XIXe siècle, Paris, Éditions du Seuil, coll. « Points. Histoire » (no 148), 1991, 392 p. (ISBN 2-02-010327-3, présentation en ligne).
- La République des universitaires, Le Seuil, 1994.
- Les Intellectuels en Europe au XIXe siècle, Le Seuil, 1996, nouvelle éd., 2001, traduit en italien, en espagnol, en allemand, en roumain, en bulgare.
- Paris fin de siècle, culture et politique, Le Seuil, 1998, traduit en tchèque.
- La Crise des sociétés impériales (1900-1940), essai d'histoire sociale comparée de l'Allemagne, de la France et de la Grande-Bretagne, Éditions du Seuil, 2001, 2e édition, 2008.
- Le Siècle de la presse (1830-1939), Paris, Éditions du Seuil, coll. « L'Univers historique », 2004, 399 p. (ISBN 2-02-036174-4, présentation en ligne).
- Théâtres en capitales, naissance de la société du spectacle à Paris, Berlin, Londres et Vienne, 1860-1914, Éditions Albin Michel, 2008, traduit en portugais (Brésil) et en allemand.
- Discordance des temps. Une brève histoire de la modernité, Armand Colin, 2011. 2è édition format poche 2022.
- Histoire des universités, édition revue et augmentée (avec Jacques Verger), Puf, 2012.
- Homo Historicus : Réflexions sur l'histoire, les historiens et les sciences sociales, Armand Colin, 2013, traduit en portugais (Brésil).
- La dérégulation culturelle : essai d'histoire des cultures en Europe au XIXe siècle, Puf, 2015, traduit en italien.
- La vie intellectuelle en France (dir. Charle et Jeanpierre), Le Seuil, 2016.
  - vol. 1 Des lendemains de la Révolution à 1914
  - vol. 2 De 1914 à nos jours, réédition "Points", 3 volumes, 2019.
- Éditeur avec Jacqueline Lalouette, Maurice Agulhon. Aux carrefours de l'histoire vagabonde, Publications de la Sorbonne, 2017.
- dir. avec D. Roche et al., L'Europe, encyclopédie historique, Arles, Actes Sud, 2018. Prix Prince de Polignac de l'Institut de France (2020).
- Paris, "capitales" des XIXe siècles, Paris, Points Seuil, 2021. Prix du Livre d'histoire contemporaine 2022.
- avec Philippe Boutry et Marie-Caroline Luce, L'Université Paris 1 Panthéon-Sorbonne, 1971-2021, cinquante ans entre utopie et réalités, Paris, éditions de la Sorbonne, 2021.
- L'Europe des intellectuels, figures et configurations XIXe-XXe siècle, Paris, CNRS éditions 2024.
- Racines, rameaux, feuilles, essai de généalogie sociale et intellectuelle,Paris, Editions de la Sorbonne 2025.

## Distinctions
- Chevalier de l'ordre national du Mérite